# Biznaja
Biznaja (arab. بزناية) – miejscowość w Syrii, w muhafazie Hims. W 2004 roku liczyła 1218 mieszkańców.